# 乌兰哈达原种场
乌兰哈达原种场是中国内蒙古自治区兴安盟乌兰浩特市下辖的一个类似乡级单位。

## 行政区划
乌兰哈达原种场共辖以下地区：
一生产队、二生产队、三生产队。